# Donji Žabar
Donji Žabar (cyr. Доњи Жабар) – wieś w północnej części Bośni i Hercegowiny, w Republice Serbskiej, siedziba gminy Donji Žabar. W 2013 roku liczyła 1157 mieszkańców.